# Catiere Toledo
Catiere Toledo (ur. 6 stycznia 1991) – brazylijska judoczka.
Startowała w Pucharze Świata w 2009 i 2011. Brązowa medalistka igrzysk Ameryki Południowej w 2010 i druga w drużynie. Dwukrotnie na podium mistrzostw Ameryki Południowej.